# Torre del Cap d'Or
La torre del Cap d'Or o torre del cap de Moraira, és una torre de guaita i defensiva del segle xvi situada en el cap d'Or de Moraira, dins del terme municipal de Teulada (Marina Alta, País Valencià).
Aquesta torre, com moltes altres del litoral mediterrani, es va construir a conseqüència de l'informe realitzat per l'enginyer militar Giovanni Battista Antonelli l'any 1563. Segons aquest, en parlar de la necessitat de construir diverses torres en el litoral valencià, diu: «y otra más se podía aser donde vienen a guardar de noche los de Tablada». A partir d'aquest moment es va procedir a la seua edificació per a protegir el litoral de possibles incursions pirates. El seu camp visual abasta des del cap de la Nau pel nord fins al penyal d'Ifac al sud, tot i que en dies clars arriba fins a la serra Gelada; els seus vigilants estaven en contacte amb la torre de la Granadella, amb la del Descobridor o d'Ambolo (a 7,4 km) i pel sud amb la torre del Mascarat (a 13,2 km) i amb el penyal d'Ifac, de manera que quan hi havia algun perill passaven ràpidament a avisar les terres de l'interior.
Al llarg de la seua història són molts els moments en els quals la torre ha estat protagonista de diversos episodis, com l'ocorregut el 1667 quan va haver de defendre un vaixell napolità (el Sant Josep i Santa Clara) que fou atacat per dues naus de pirates, havent-se de refugiar en el portet de Moraira on va naufragar la nau i els tripulants foren atesos per les autoritats de Teulada.

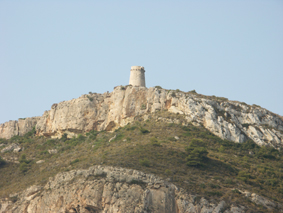
La torre des de la mar

Edificada sobre el punt més alt del cap d'Or i quasi en el límit del penya-segat a uns 166 metres sobre el mar, és de planta circular amb un perímetre de 26 metres i 7 de base, els murs en talús construïts en maçoneria ordinària i enfoscats amb morter. El mur està coronat amb mènsules que en la part de davant sustenten un matacà. Té 11 metres d'alçada i és tota massissa fins més de la meitat, de manera que no es poguera accedir a l'interior des del nivell del sòl per no disposar de cap porta. L'única entrada possible es feia amb una escala de corda que es despenjava des de l'interior. Aquesta part només consta d'una sala amb volta sobre la qual estava la terrassa on es col·locaven els sentinelles per a vigilar l'horitzó. Per a pujar a aquesta terrassa des de la sala interior s'havia d'utilitzar una escala de fusta.
A 126 metres de la torre en direcció sud-est hi ha un aljub de planta rectangular i volta interior que servia per abastir d'aigua als soldats que s'encarregaven de la vigilància, semblant al que hi ha també al castell de la Granadella de Xàbia. Recentment (1991) es restaurà part del mur perimetral i de la volta, els quals havien caigut per l'efecte del temps i la pluja. Aquesta restauració ha privat a la torre dels seus elements bàsics com ara la porta, espilleres, matacans o finestres. Només destaquen les mènsules, de les quals només quatre són originals, que envolten la part superior de l'edifici i que sostindrien la garlanda defensiva o un matacà.
A més del servei de guaita, aquesta talaia també podia atacar, ja que disposava dos canons que defensaven el port de Moraira i que foren rescatats el 1980 en fer uns treballs de neteja en la platja del port.